# Kersti Kaljulaid

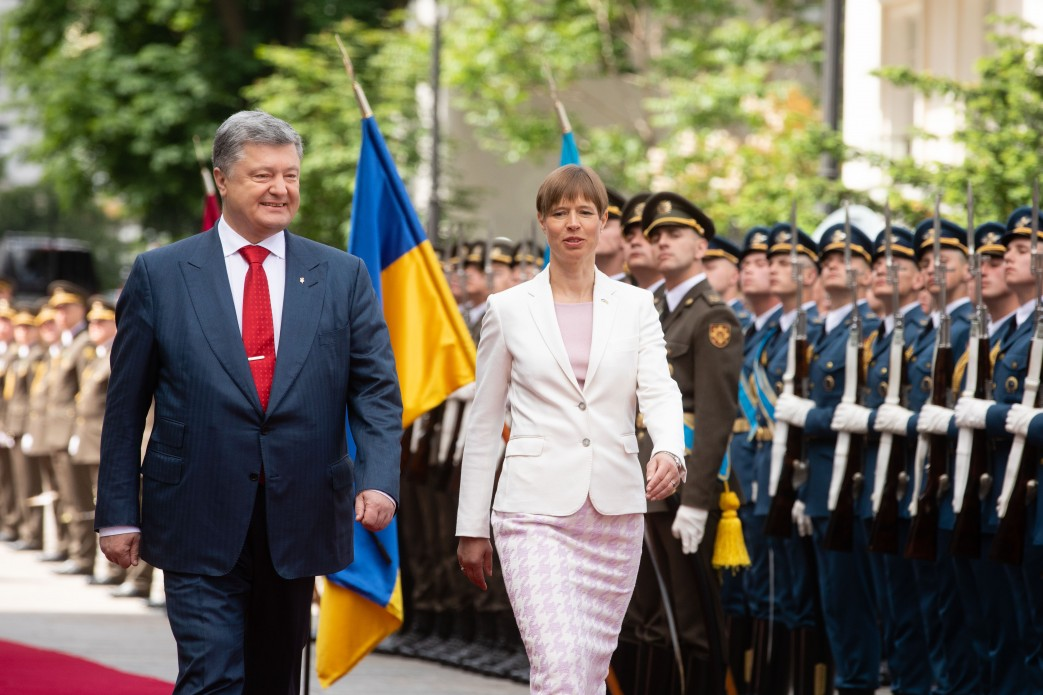
Kersti Kaljulaid i Petro Poroszenko w 2018

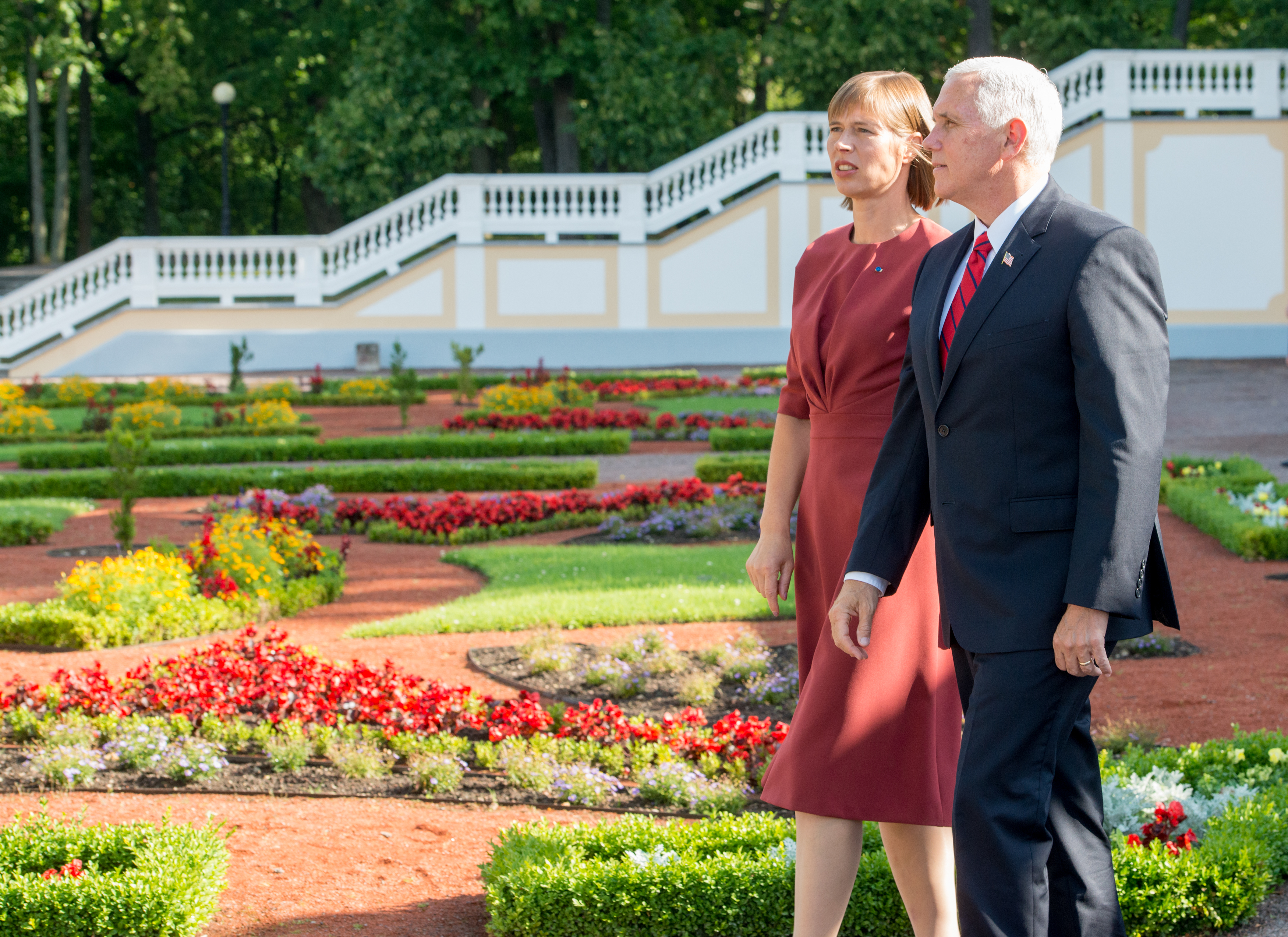
Kersti Kaljulaid i Mike Pence w 2017

Kersti Kaljulaid (ur. 30 grudnia 1969 w Tartu) – estońska polityk i urzędniczka państwowa, członkini Europejskiego Trybunału Obrachunkowego, w latach 2016–2021 prezydent Estonii.

## Życiorys
W 1992 została absolwentką biologii Uniwersytetu w Tartu, specjalizując się w genetyce. W 2001 na tej samej uczelni uzyskała dyplom ukończenia studiów typu MBA.
W latach 90. pracowała jako menedżer ds. sprzedaży w państwowym operatorze telekomunikacyjnym Eesti Telefon, a następnie w sektorze bankowym. W latach 1999–2002 była doradcą ds. ekonomicznych w gabinecie premiera Marta Laara, w 2001 wstąpiła do kierowanego przez niego Związku Ojczyźnianego. Od 2002 do 2004 zajmowała stanowisko dyrektora elektrowni Iru, wchodzącej w skład grupy energetycznej Eesti Energia. W tym samym czasie była wśród prowadzących cotygodniowy program publicystyczny na antenie stacji radiowej Kuku Raadio.
W maju 2004 została estońskim przedstawicielem w Europejskim Trybunale Obrachunkowym. Drugą sześcioletnią kadencję zakończyła w maju 2016. Kontynuowała jednak pracę w trybunale, gdyż estoński rząd nie wskazał jej następcy.
W sierpniu 2016 estoński parlament w trzech turach głosowania nie był w stanie wybrać nowego prezydenta, który zastąpiłby kończącego drugą kadencję Toomasa Hendrika Ilvesa. We wrześniu nie udało się wyłonić jego następcy również w dwóch głosowaniach przeprowadzonych w kolegium wyborców, co skutkowało ponownym rozpoczęciem procedury wyborczej. Zebrane kolegium parlamentu, składające się z przedstawicieli wszystkich ugrupowań parlamentarnych, zaproponowało wówczas kandydaturę Kersti Kaljulaid na urząd prezydenta, co pozwoliłoby zapobiec kryzysowi politycznemu. Podpisy pod jej kandydaturą złożyło 90 ze 101 deputowanych do estońskiego parlamentu (wszyscy posłowie Estońskiej Partii Reform, Partii Socjaldemokratycznej, partii Isamaa ja Res Publica Liit i Estońskiej Partii Wolności oraz 23 z 27 posłów Estońskiej Partii Centrum).
3 października 2016 Zgromadzenie Państwowe wybrało ją na prezydenta, otrzymała 81 głosów za przy 17 głosach wstrzymujących się. Urząd objęła 10 października 2016.
Po objęciu urzędu swoje pierwsze oficjalne wizyty złożyła w Finlandii i na Łotwie. W 2019 złożyła wizytę w Rosji, gdzie spotkała się z prezydentem Władimirem Putinem.
W 2017 zajęła 78. miejsce na liście „100 najbardziej wpływowych kobiet” według czasopisma „Forbes”. W tym samym roku jej wizerunek znalazł się na estońskim znaczku pocztowym, wydanym w ramach serii przedstawiającej prezydentów tego państwa od 1918. W 2018 w związku z remontem siedziby prezydenta w Tallinnie na miesiąc przeprowadziła się do Narwy. Jak stwierdziła, tym gestem chciała podkreślić, że miasto to, będące największym skupiskiem mniejszości rosyjskojęzycznej w Estonii, stanowi integralną część państwa.
W październiku 2021 na urzędzie prezydenta Estonii zastąpił ją Alar Karis. Wcześniej w tym samym roku sekretarz generalny ONZ António Guterres powierzył jej funkcję rzecznika do spraw zdrowia i dobrobytu kobiet, dzieci i młodzieży.

## Odznaczenia i wyróżnienia
- Wielki Mistrz i Kawaler Łańcucha Orderu Herbu Państwowego[21]
- Wielki Mistrz Orderu Krzyża Ziemi Maryjnej
- Wielki Mistrz Orderu Gwiazdy Białej
- Wielki Mistrz Orderu Krzyża Orła
- Wielki Mistrz Orderu Estońskiego Czerwonego Krzyża
- Łańcuch Krzyża Wielkiego Orderu Białej Róży Finlandii (Finlandia, 2017)[22]
- Kawaler Krzyża Wielkiego Udekorowana Wielką Wstęgą Orderu Zasługi Republiki Włoskiej (Włochy, 2018)[23]
- Krzyż Wielki Orderu Lwa Niderlandzkiego (Holandia, 2018)
- Wielki Łańcuch Orderu Infanta Henryka (Portugalia, 2019)[24]
- Order za Wybitne Zasługi (Słowenia, 2019)[25]
- Komandor Krzyża Wielkiego z Łańcuchem Orderu Trzech Gwiazd (Łotwa, 2019)[26]
- Order Księcia Jarosława Mądrego I klasy (Ukraina, 2021)[27]
- Komandor Legii Honorowej (Francja, 2025)[28]

## Poglądy
Kersti Kaljulaid określiła siebie jako liberalną konserwatystkę. Opowiada się za silnym społeczeństwem obywatelskim przy mniejszej ingerencji ze strony państwa, jednocześnie kładąc nacisk na pomoc potrzebującym. Deklaruje też liberalne poglądy na kwestie społeczne, w tym na prawa osób LGBT.

## Życie prywatne
Dwukrotnie zamężna, ma czwórkę dzieci. Przyrodnia siostra polityka Raimonda Kaljulaida.
Poza językiem estońskim deklaruje znajomość języków angielskiego, fińskiego i francuskiego oraz częściową znajomość języka rosyjskiego.